# Arrondissement de Toulon
L'arrondissement de Toulon est un arrondissement français, situé dans le département du Var et la région Provence-Alpes-Côte d'Azur.

## Composition

### Composition avant 2015
- canton du Beausset
- canton de Collobrières
- canton de La Crau
- canton de Cuers
- canton de La Garde
- canton d'Hyères-Est
- canton d'Hyères-Ouest
- canton d'Ollioules
- canton de Saint-Mandrier-sur-Mer
- canton de La Seyne-sur-Mer
- canton de Six-Fours-les-Plages
- canton de Solliès-Pont
- canton de Toulon-1 (et ancien canton de Toulon-Ouest)
- canton de Toulon-2
- canton de Toulon-3 (et ancien canton de Toulon-Est)
- canton de Toulon-4
- canton de Toulon-5
- canton de Toulon-6
- canton de Toulon-7
- canton de Toulon-8
- canton de Toulon-9
- canton de La Valette-du-Var

### Découpage communal depuis 2015
Depuis 2015, le nombre de communes des arrondissements varie chaque année soit du fait du redécoupage cantonal de 2014 qui a conduit à l'ajustement de périmètres de certains arrondissements, soit à la suite de la création de communes nouvelles. Le nombre de communes de l'arrondissement de Toulon est ainsi de 34 en 2015, 34 en 2016 et 32 en 2017.
Au 1er janvier 2024, l'arrondissement groupe les 32 communes suivantes :
1. Bandol
2. Le Beausset
3. Belgentier
4. Bormes-les-Mimosas
5. La Cadière-d'Azur
6. Carqueiranne
7. Le Castellet
8. Collobrières
9. La Crau
10. Cuers
11. Évenos
12. La Farlède
13. La Garde
14. Hyères
15. Le Lavandou
16. La Londe-les-Maures
17. Ollioules
18. Pierrefeu-du-Var
19. Le Pradet
20. Le Revest-les-Eaux
21. Riboux
22. Saint-Cyr-sur-Mer
23. Saint-Mandrier-sur-Mer
24. Sanary-sur-Mer
25. La Seyne-sur-Mer
26. Signes
27. Six-Fours-les-Plages
28. Solliès-Pont
29. Solliès-Toucas
30. Solliès-Ville
31. Toulon
32. La Valette-du-Var

## Démographie
En 2022, l'arrondissement comptait 594 482 habitants.
| 1968    | 1975    | 1982    | 1990    | 1999    | 2006    | 2011    | 2016    | 2021    |
| ------- | ------- | ------- | ------- | ------- | ------- | ------- | ------- | ------- |
| 375 196 | 417 064 | 458 328 | 497 116 | 526 755 | 555 302 | 309 492 | 567 852 | 590 778 |

| 2022    | - | - | - | - | - | - | - | - |
| ------- | - | - | - | - | - | - | - | - |
| 594 482 | - | - | - | - | - | - | - | - |

## Sous-préfets
Sous-préfets de Toulon, la ville de préfecture étant Draguignan 
- Jean-Baptiste Senès, sous-préfet de Toulon de floréal an VIII à février 1806
- Jean-François Blain, sous-préfet de Toulon d'avril 1806 à avril 1812
- Louis-Joseph Duhamel (1777-1859), sous-préfet de Toulon du 21 avril 1812 à septembre 1813
- M. de la Tourette, sous-préfet de Toulon du 2 septembre 1813 à novembre 1815
- Jean Antoine de Paul de Châteaudouble, sous-préfet de Toulon du 13 novembre 1815 à mai 1818
- M. Cailleau,sous-préfet de Toulon de mai 1818 à février 1819
- M. de la Boissière, sous-préfet de Toulon de février 1819 à avril 1824
- M. Dufeugray, sous-préfet de Toulon d'avril 1824 à avril 1830
- M. De Bréa, sous-préfet de Toulon de mai 1830 à août 1830. Il est remplacé après la révolution de 1830 qui met fin à la Restauration.
- Frédéric-Pierre-Marc Duchatel, sous-préfet de Toulon de septembre 1830 à décembre 1846
- M. Latour-Megeray, sous-préfet de Toulon de décembre 1846 à mars 1848
- M. Arène, sous-préfet de Toulon de mars 1848 au 14 mai 1848
- M. Carbonnel, sous-préfet de Toulon du 15 mai 1848 au 16 juin 1848
- M. Poulle, sous-préfet de Toulon de juin 1848 à septembre 1848
- Thésée Hallo, sous-préfet de Toulon du 6 octobre 1848 à janvier 1849
- Xavier-Edme-Marcel de Frossard, sous-préfet de Toulon de janvier 1849 à juin 1850
- M. de Chambrun, sous-préfet de Toulon de juin 1850 à mars 1851
- Comte Charles-Auguste Le Roy de Lisa[5], sous-préfet de Toulon de mars 1851 à décembre 1856
- Charles Louis Antoine de Gauville, sous-préfet de Toulon de décembre 1856 à juin 1858
- Charles-Léon Grachet, sous-préfet de Toulon de juin 1858 à mars 1864
- Charles-Henri Bonnemain, sous-préfet de Toulon de mars 1864 à juillet 1864 (décédé en fonctions)
- Théophile Coupier, sous-préfet de Toulon de juillet 1864[6] à août 1869
- Ernest Teste-Lebeau, sous-préfet de Toulon d'août 1869 à septembre 1870
- Auguste Maurel, sous-préfet de Toulon de septembre 1870 à novembre 1870
- Hippolyte Julien-Sauve, sous-préfet de Toulon de novembre 1870 à mai 1872
- Éric Isoard, sous-préfet de Toulon du 22 mai 1872 au 24 mai 1873 (Révoqué)
- M. Loubens, sous-préfet de Toulon de mai 1873 à avril 1875
- M. de Raymond-Cahussac, sous-préfet de Toulon d'avril 1875 à juin 1876
- Félix-Joseph-Jean-Gaston Trancart, sous-préfet de Toulon de juin 1876 à juillet 1876
- Ernest Beaussant, sous-préfet de Toulon de juillet 1876 à mars 1877
- M. Fruneau, sous-préfet de Toulon de mars 1877 à mai 1877
- M. Denis de Rivoyre, sous-préfet de Toulon de mai 1877 à décembre 1877
- M. Fruneau, sous-préfet de Toulon de décembre 1877 à avril 1878
- Charles-François Sans, sous-préfet de Toulon d'avril 1878 à janvier 1879
- Léopold Gravier, sous-préfet de Toulon de janvier 1879 à juin 1882
- Paul-Marie-Arnaud de la Loyère, sous-préfet de Toulon de juin 1882 à février 1883
- Ludovic Eynac, sous-préfet de Toulon de février 1883 à octobre 1884
- Jean-Antoine Blanc, sous-préfet de Toulon d'octobre 1884 à juin 1889
- Arnauld de Praneuf, sous-préfet de Toulon de juin 1889 à août 1892
- Gaston Périvier, sous-préfet de Toulon d'août 1892 à juin 1897

Sous-préfets de Toulon, la ville de préfecture étant Toulon
- Jérôme Gutton : 2007- 2010 : secrétaire général de la préfecture du Var et sous-préfet de Toulon